# Carol Gattaz
Caroline (Carol) de Oliveira Saad Gattaz, född 27 juli 1981 i São José do Rio Preto, Brasilien, är en brasiliansk volleybollspelare (center). Hon spelar i Brasiliens landslag och klubblaget Minas Tênis Clube.
Gattaz började spela volleyboll i klubb i hennes hemstad, Automovel Clube Rio Preto. 1998 började han sin professionella karriär med São Caetano EC, som hon stannade hos till 2004 (med undantag för 2000-2001, då hon spelade med Paraná Vôlei Clube. Hon debuterade i landslag  2002. Gattaz gick över till Osasco Voleibol Clube 2004 och vann brasilianska mästerskapet samma år. Även tiden i landslaget är framgångsrik med flera segrar i FIVB World Grand Prix och Sydamerikanska mästerskapet samt ett silver i VM 2006. 
För säsongen 2007–08 lämnade hon Brasilien och spelade med italienska Giannino Pieralisi Volley men återvände till Brasilien efter en säsong. Med Rio de Janeiro Vôlei Clube vann hon ett andra brasiliansk mästerskap 2008 och ett tredje 2010. Gattaz blev inte uttagen i truppen för OS 2008, men däremot för VM 2010, där det åter blev ett silver.
Säsongen 2011–12 gick hon över till Grêmio Recreativo e Esportivo Reunidas. Det blir bara en ettårig sejour då klubben läggs ner. Därefter begav hon sig åter utomlands för spel med İqtisadçı QVK i Azerbajdzjan. Hon återvände till Brasilien och spel med Campinas Voleibol Clube säsongen 2013/2014. Det blev åter en ettårig sejour då även denna klubben lades ner. Hon gick då över till Minas Tênis Clube, som hon spelat med sedan dess. Med dem har hon vunnit flera brasilianska och sydamerikanska klubbmästerskap. Med landslaget deltog hon i OS 2021, Sydamerikanska mästerskapet 2021 och VM 2022.